# ارل بالدوین
ارل بالدوین (انگلیسی: Earl Baldwin; ۱۱ ژانویهٔ ۱۹۰۱ – ۹ اکتبر ۱۹۷۰) فیلم‌نامه‌نویس اهل ایالات متحده آمریکا بود.

## فیلم‌شناسی
- نوای برادوی (۱۹۲۹) (عنوان‌ها)
- دکتر ایکس (۱۹۳۲)
- پارک مرکزی (۱۹۳۲)
- نیروی دریایی وارد می‌شود (۱۹۳۴)
- عشق من بازگشت (۱۹۴۰)
- پین آپ دختر (۱۹۴۴)